# Chin Seung-Tae
Chin Seung-Tae (5 de septiembre de 1973) es un deportista surcoreano que compitió en taekwondo. 
Ganó tres medallas de oro en el Campeonato Mundial de Taekwondo entre los años 1993 y 1997, y una medalla de plata en el Campeonato Asiático de Taekwondo de 1992. En los Juegos Asiáticos de 1994 consiguió una medalla de oro.

## Palmarés internacional
| Campeonato Mundial  | Campeonato Mundial          | Campeonato Mundial | Campeonato Mundial |
| Año                 | Lugar                       | Medalla            | Categoría          |
| ------------------- | --------------------------- | ------------------ | ------------------ |
| 1993                | Nueva York (Estados Unidos) | Medalla de oro     | –50 kg             |
| 1995                | Manila (Filipinas)          | Medalla de oro     | –50 kg             |
| 1997                | Hong Kong (China)           | Medalla de oro     | –54 kg             |
| Juegos Asiáticos    |                             |                    |                    |
| Año                 | Lugar                       | Medalla            | Categoría          |
| 1994                | Hiroshima (Japón)           | Medalla de oro     | –54 kg             |
| Campeonato Asiático |                             |                    |                    |
| Año                 | Lugar                       | Medalla            | Categoría          |
| 1992                | Kuala Lumpur (Malasia)      | Medalla de plata   | –50 kg             |